# Блайнай Фестиньог
Бла̀йнай Фестѝньог (на уелски: Blaenau Ffestiniog, кратък вариант на местния диалект Бла̀йна) е град в Северозападен Уелс, графство Гуинед. Разположен е между реките Ледър и Дуърид. Намира се на около 60 km югозападно от английския град Ливърпул. На около 20 km на северозапад от Блайнай Фестиньог е главният административен център на графството Карнарвън. На около 25 km на север от Блайнай Фестиньог е най-големият град в графството Бангор. Обект на туризъм. Известен е със своите музикални джаз фестивали. Има крайна жп гара. Населението му е 4327 жители според данни от преброяването през 2001 г.